# Transestryfikacja
Transestryfikacja – reakcja chemiczna prowadząca do otrzymania estrów przez reakcję chemiczną innych estrów z alkoholami (alkoholiza), kwasami (acydoliza) lub innymi estrami.

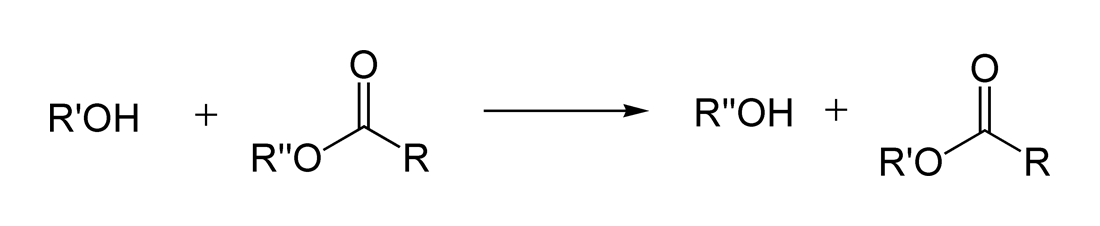
Przykładowa transestryfikacja: alkohol + ester → inny alkohol + inny ester

Katalizatorami transestryfikacji mogą być kwasy i zasady, a także biokatalizatory (np. lipazy).
Reakcję transestryfikacji glicerydów kwasów tłuszczowych wykorzystuje się w produkcji biokomponentów produkowanych z olejów roślinnych i dodawanych do oleju napędowego. Tę samą reakcję wykorzystuje się w analityce, celem upochodnienia glicerydów kwasów tłuszczowych dla potrzeb analizy metodą chromatografii gazowej. Z uwagi na prostotę metody, do celów analitycznych najczęściej reakcję tę przeprowadza w warunkach niskiego pH. Otrzymany produkt nazywany jest FAME (ang. Fatty Acids Methyl Esters).
Reakcji tej ulegać mogą estry wszystkich kwasów, nie tylko kwasów karboksylowych. Przykładem może być wewnątrzcząsteczkowa transestryfikacja wiązania fosforodiestrowego RNA, która jest jedną z reakcji powodujących obniżenie trwałości tego biopolimeru w stosunku do DNA:

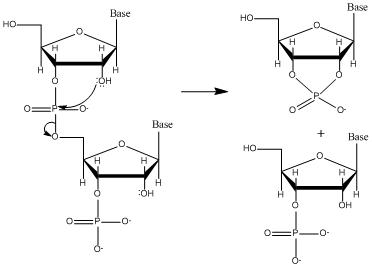
Transestryfikacja dirybonukleotydu z wytworzeniem cyklicznego 2',3'-fosforanodiestru